# Arehada, Sagar
Arehada là một làng thuộc tehsil Sagar, huyện Shimoga, bang Karnataka, Ấn Độ.